# IAAF World Relays 2019
La IV edizione delle IAAF World Relays si è tenuta a Yokohama (Giappone) dall'11 al 12 maggio 2019.
A differenza dell'edizione precedente non si è disputata la staffetta 4×800 metri (né maschile né femminile), ma sono state introdotte la staffetta 2×2×400 metri mista (dove due atleti, un uomo e una donna, si alternano correndo 400 metri a testa, per un totale di 800 metri ciascuno) e la staffetta a ostacoli (Shuttle Hurdles Relay).

## Criteri di partecipazione
Ogni paese partecipante poteva portare una sola squadra per ogni staffetta e per ciascuna squadra potevano essere iscritti fino a un massimo di sei atleti (ad eccezione di quelle della staffetta 2×2×400 metri, con un massimo di quattro atleti). Esisteva un minimo di partecipazione solo per le staffette 4×100 m e 4×400 m, lievemente differente rispetto all'edizione precedente. Tali minimi, che consentivano la partecipazione di circa 22 squadre, dovevano essere ottenuti tra il 1º gennaio 2018 e il 22 aprile 2019. Le rimanenti squadre partecipanti (fino a 24) sono state determinate in base alle classifiche mondiali nel medesimo periodo di qualificazione. Il paese ospitante poteva inserire una squadra per ogni gara
| Gara        | Uomini  | Donne   |
| ----------- | ------- | ------- |
| 4×100 metri | 39"10   | 44"20   |
| 4×400 metri | 3'05"00 | 3'34"70 |

Per la staffetta 4×200 m e le staffette miste non erano previsti minimi di partecipazione.

## Paesi partecipanti
Hanno preso parte ai campionati 509 atleti provenienti da 34 diversi Paesi, con l'aggiunta del team degli Atleti Rifugiati.
- Atleti Rifugiati
- Australia
- Bahamas
- Belgio
- Bielorussia
- Brasile
- Canada
- Cile
- Cina
- Colombia
- Danimarca
- Ecuador
- Finlandia
- Francia
- Germania
- Ghana
- Gran Bretagna
- India
- Indonesia
- Irlanda
- Italia
- Giamaica
- Giappone
- Kazakistan
- Kenya
- Lituania
- Nigeria
- Paesi Bassi
- Papua Nuova Guinea
- Polonia
- Rep. Ceca
- Rep. Dominicana
- Sudafrica
- Svizzera
- Taipei cinese
- Thailandia
- Trinidad e Tobago
- Turchia
- Ucraina
- Uganda
- Stati Uniti
- Venezuela
- Zimbabwe

## Calendario
| Data    | 11 | 11 | 12 | 12  |
| Evento  |    |    |    |     |
| ------- | -- | -- | -- | --- |
| 4×100 m |    | B  |    | F   |
| 4×200 m |    |    |    | B F |
| 4×400 m |    | B  |    | F   |

| P | Batterie preliminari | B | Batterie | Q | Qualificazioni | SF | Semifinali | F | Finale |

| Data    | 11 | 11 | 12 | 12 |
| Evento  |    |    |    |    |
| ------- | -- | -- | -- | -- |
| 4×100 m |    | B  |    | F  |
| 4×200 m |    |    |    | F  |
| 4×400 m |    | B  |    | F  |

| Data       | 11 | 11  | 12 | 12 |
| Evento     |    |     |    |    |
| ---------- | -- | --- | -- | -- |
| 4×400 m    |    | B   |    | F  |
| 2×2×400 m  |    | F   |    |    |
| a ostacoli |    | B F |    |    |

## Medagliati

### Uomini
| Specialità | Oro                                                                            | Prestazione | Argento                                                                                                | Prestazione | Bronzo                                                                                  | Prestazione |
| 4×100 m (dettagli) | Brasile Rodrigo do Nascimento Jorge Vides Derick Silva Paulo André de Oliveira | 38"05       | Stati Uniti Michael Rodgers Justin Gatlin Isiah Young Noah Lyles Cameron Burrell                       | 38"07       | Gran Bretagna Chijindu Ujah Harry Aikines-Aryeetey Adam Gemili Nethaneel Mitchell-Blake | 38"15       |
| 4×200 m (dettagli) | Stati Uniti Christopher Belcher Bryce Robinson Vernon Norwood Remontay McClain | 1'20"12     | Sudafrica Simon Magakwe Chederick van Wyk Sinesipho Dambile Akani Simbine Jon Seeliger Anaso Jobodwana | 1'20"42     | Germania Maurice Huke Patrick Domogala Aleixo-Platini Menga Robin Erewa                 | 1'21"26     |
| 4×400 m (dettagli) | Trinidad e Tobago Deon Lendore Jereem Richards Asa Guevara Machel Cedenio      | 3'00"81     | Giamaica Demish Gaye Akeem Bloomfield Rusheen McDonald Nathon Allen Javon Francis                      | 3'01"57     | Belgio Dylan Borlée Robin Vanderbemden Jonathan Borlée Jonathan Sacoor Julien Watrin    | 3'02"70     |
| record mondiale; record mondiale stagionale; record africano; record asiatico; record europeo; record nord-centroamericano e caraibico; record sudamericano; record oceaniano; record dei campionati; record nazionale; record personale; record personale stagionale. |                                                                                |             | |             |                                                                                         |             |

### Donne
| Specialità | Oro                                                                                              | Prestazione | Argento                                                                                              | Prestazione | Bronzo | Prestazione |
| 4×100 m (dettagli) | Stati Uniti Mikiah Brisco Ashley Henderson Dezerea Bryant Aleia Hobbs                            | 43"27       | Giamaica Gayon Evans Natasha Morrison Shashalee Forbes Jonielle Smith Sherone Simpson                | 43"29       | Germania Lisa Marie Kwayie Alexandra Burghardt Gina Lückenkemper Rebekka Haase Lisa Mayer                            | 43"68       |
| 4×200 m (dettagli) | Francia Carolle Zahi Estelle Raffai Cynthia Leduc Maroussia Paré                                 | 1'32"16     | Cina Liang Xiaojing Wei Yongli Kong Lingwei Ge Manqi                                                 | 1'32"76     | Giamaica Elaine Thompson Stephenie McPherson Shelly-Ann Fraser-Pryce Shericka Jackson                                | 1'33"21     |
| 4×400 m (dettagli) | Polonia Małgorzata Hołub-Kowalik Patrycja Wyciszkiewicz Anna Kiełbasińska Justyna Święty-Ersetic | 3'27"49     | Stati Uniti Jaide Stepter Shakima Wimbley Jessica Beard Courtney Okolo Jordan Lavender Joanna Atkins | 3'27"65     | Italia Maria Benedicta Chigbolu Ayomide Folorunso Giancarla Trevisan Raphaela Lukudo Elisabetta Vandi Chiara Bazzoni | 3'27"74     |
| record mondiale; record mondiale stagionale; record africano; record asiatico; record europeo; record nord-centroamericano e caraibico; record sudamericano; record oceaniano; record dei campionati; record nazionale; record personale; record personale stagionale. |                                                                                                  |             | |             | |             |

### Miste
| Specialità | Oro | Prestazione | Argento                                                                          | Prestazione | Bronzo                                                                                    | Prestazione   |
| 4×400 m (dettagli) | Stati Uniti My'Lik Kerley Joanna Atkins Jasmine Blocker Dontavius Wright Brionna Thomas Olivia Baker     | 3'16"43     | Canada Austin Cole Aiyanna-Brigitte Stiverne Zoe Sherar Philip Osei Alicia Brown | 3'18"15     | Kenya Jared Nyambweke Momanyi Maureen Nyatichi Thomas Hellen Syombua Aron Kipchumba Koech | 3'19"43       |
| 2×2×400 m (dettagli) | Stati Uniti Ce'Aira Brown Donavan Brazier                                                                | 3'36"92     | Australia Catriona Bisset Joshua Ralph                                           | 3'37"61     | Giappone Ayano Shiomi Allon Tatsunami Clay                                                | 3'38"36       |
| Staffetta a ostacoli (dettagli) | Stati Uniti Christina Clemons Freddie Crittenden Sharika Nelvis Devon Allen Queen Harrison Ryan Fontenot | 54"96       | Giappone Ayako Kimura Shunya Takayama Masumi Aoki Taiō Kanai                     | 55"59       | non assegnata                                                                             | non assegnata |
| record mondiale; record mondiale stagionale; record africano; record asiatico; record europeo; record nord-centroamericano e caraibico; record sudamericano; record oceaniano; record dei campionati; record nazionale; record personale; record personale stagionale. | |             |                                                                                  |             |                                                                                           |               |

## Medagliere
| Posizione | Paese             | Oro | Argento | Bronzo | Totale |
| --------- | ----------------- | --- | ------- | ------ | ------ |
| 1         | Stati Uniti       | 5   | 2       | 0      | 7      |
| 2         | Brasile           | 1   | 0       | 0      | 1      |
| 2         | Francia           | 1   | 0       | 0      | 1      |
| 2         | Polonia           | 1   | 0       | 0      | 1      |
| 2         | Trinidad e Tobago | 1   | 0       | 0      | 1      |
| 6         | Giamaica          | 0   | 2       | 1      | 3      |
| 7         | Giappone          | 0   | 1       | 1      | 2      |
| 8         | Australia         | 0   | 1       | 0      | 1      |
| 8         | Canada            | 0   | 1       | 0      | 1      |
| 8         | Cina              | 0   | 1       | 0      | 1      |
| 8         | Sudafrica         | 0   | 1       | 0      | 1      |
| 12        | Germania          | 0   | 0       | 2      | 2      |
| 13        | Belgio            | 0   | 0       | 1      | 1      |
| 13        | Italia            | 0   | 0       | 1      | 1      |
| 13        | Kenya             | 0   | 0       | 1      | 1      |
| 13        | Gran Bretagna     | 0   | 0       | 1      | 1      |
| Totale    | Totale            | 9   | 9       | 8      | 26     |

## Classifica a squadre
Vengono assegnati punti alle squadre classificate nei primi 8 posti: 8 punti alla prima, 7 alla seconda e così via.
     Evidenziata la squadra della nazione ospitante
| Pos. | Nazione       | Punti |
| ---- | ------------- | ----- |
| 1    | Stati Uniti   | 54    |
| 2    | Giamaica      | 27    |
| 3    | Giappone      | 27    |
| 4    | Germania      | 18    |
| 5    | Polonia       | 17    |
| 6    | Brasile       | 16    |
| 7    | Cina          | 15    |
| 8    | Italia        | 15    |
| 9    | Francia       | 13    |
| 10   | Gran Bretagna | 13    |